# Parámetros de Stokes
En física y más concretamente en óptica, los parámetros de Stokes son un conjunto de valores que describen el estado de  polarización  de la radiación electromagnética. Fueron definidos por George Gabriel Stokes en 1852, como una alternativa matemática conveniente para la descripción más común de radiación incoherente  o parcialmente polarizada, en términos de su intensidad total (I), (parcial) grado de polarización (p) y los parámetros de forma de la elipse de polarización.

## Definiciones

La esfera de Poincaré representa a los tres últimos parámetros de Stokes en coordenadas esféricas

En las ecuaciones siguientes y en la figura de la derecha se muestra la relación de los parámetros de Stokes a la intensidad y a los parámetros de la elipse de polarización.

{\displaystyle {\begin{aligned}S_{0}&=I\\S_{1}&=pI\cos 2\psi \cos 2\chi \\S_{2}&=pI\sin 2\psi \cos 2\chi \\S_{3}&=pI\sin 2\chi \end{aligned}}}

Aquí {\displaystyle pI}, {\displaystyle 2\psi } y {\displaystyle 2\chi } son las coordenadas esféricas del vector tridimensional de coordenadas cartesianas {\displaystyle (S_{1},S_{2},S_{3})}. {\displaystyle I} es la intensidad total del haz, y {\displaystyle p} es el grado de polarización. El factor de dos antes de {\displaystyle \psi } representa el hecho de que cualquier elipse de polarización es indistinguible de una rotada 180 °, mientras que el factor de dos antes de {\displaystyle \chi } indica que una elipse es indistinguible de una con las longitudes de semiejes intercambiadas acompañadas por una rotación de 90 °. Los cuatro parámetros de Stokes se denotan a veces  I, Q, U y V, respectivamente.
Dado el Stokes, se pueden resolver los parámetros para las coordenadas esféricas con las ecuaciones siguientes:

{\displaystyle {\begin{aligned}I&=S_{0}\\p&={\frac {\sqrt {S_{1}^{2}+S_{2}^{2}+S_{3}^{2}}}{S_{0}}}\\2\psi &=\mathrm {atan} {\frac {S_{2}}{S_{1}}}\\2\chi &=\mathrm {atan} {\frac {S_{3}}{\sqrt {S_{1}^{2}+S_{2}^{2}}}}\\\end{aligned}}}

### Vector de Stokes
Los parámetros de Stokes se combinan a menudo en un vector, conocido como el vector de Stokes:

{\displaystyle {\vec {S}}\ ={\begin{pmatrix}S_{0}\\S_{1}\\S_{2}\\S_{3}\end{pmatrix}}={\begin{pmatrix}I\\Q\\U\\V\end{pmatrix}}}

El vector de Stokes abarca el  espacio  de luz, parcialmente polarizada y totalmente polarizada. En comparación, el vector de Jones sólo abarca el espacio de la luz polarizada completamente, pero es más útil para problemas de luz  coherente. Los cuatro parámetros de Stokes no forman una  base  preferida del espacio, sino más bien se eligen porque pueden ser medidos o calculados fácilmente.
El efecto de un sistema óptico en la polarización de la luz puede determinarse al construir el vector de Stokes para la luz de entrada y aplicando el cálculo de Mueller, para obtener el vector de Stokes de la luz, alejándose del sistema.

#### Ejemplos
A continuación se muestran algunos vectores de Stokes para Estados comunes de la polarización de la luz.
| {\displaystyle {\begin{pmatrix}1\\1\\0\\0\end{pmatrix}}}  | Polarizada linealmente (horizontal)   |
| {\displaystyle {\begin{pmatrix}1\\-1\\0\\0\end{pmatrix}}} | Polarizada linealmente (vertical)     |
| {\displaystyle {\begin{pmatrix}1\\0\\1\\0\end{pmatrix}}}  | Polarizada linealmente (+45°)         |
| {\displaystyle {\begin{pmatrix}1\\0\\-1\\0\end{pmatrix}}} | Polarizada linealmente (-45°)         |
| {\displaystyle {\begin{pmatrix}1\\0\\0\\-1\end{pmatrix}}} | Polarizada circularmente (levógira)   |
| {\displaystyle {\begin{pmatrix}1\\0\\0\\1\end{pmatrix}}}  | Polarizada circularmente (dextrógira) |
| {\displaystyle {\begin{pmatrix}1\\0\\0\\0\end{pmatrix}}}  | No polarizada                         |

## Explicación alternativa
La onda plana monocromática es especificada por su vector de propagación, {\displaystyle {\vec {k}}} y las amplitudes complejas del campo eléctrico, {\displaystyle E_{1}} y {\displaystyle E_{2}}, en una  base  {\displaystyle ({\hat {\epsilon }}_{1},{\hat {\epsilon }}_{2})}. Alternativamente, se puede especificar el vector de propagación, la  fase, {\displaystyle \phi } y el estado de polarización, {\displaystyle \Psi }, donde {\displaystyle \Psi } es la curva trazada por el campo eléctrico en un plano fijo. Los estados de polarización más conocidos son lineales y circulares, que son casos degenerados del estado más general, una elipse.
Una manera de describir la polarización se da con los ejes  semieje mayor  y  semieje menor  de la elipse de polarización, la orientación y el sentido de rotación (véase la figura anterior). Los parámetros de Stokes {\displaystyle I}, {\displaystyle Q}, {\displaystyle U}, y {\displaystyle V}, proporcionan una descripción alternativa del estado de polarización que es experimentalmente conveniente, porque cada parámetro corresponde a una suma o diferencia de intensidades medibles. La siguiente figura muestra ejemplos de los parámetros de Stokes en estados degenerados.

### Definiciones
Los parámetros de Stokes se definen por
{\displaystyle {\begin{matrix}I&\equiv &|E_{x}|^{2}+|E_{y}|^{2},\\I&=&|E_{a}|^{2}+|E_{b}|^{2},\\I&=&|E_{l}|^{2}+|E_{r}|^{2},\\Q&\equiv &|E_{x}|^{2}-|E_{y}|^{2},\\U&\equiv &|E_{a}|^{2}-|E_{b}|^{2},\\V&\equiv &|E_{l}|^{2}-|E_{r}|^{2},\end{matrix}}}
donde los subíndices se refieren a tres bases: la estándar  base cartesiana  ({\displaystyle {\hat {x}},{\hat {y}}}), una base cartesiana girada a 45 ° ({\displaystyle {\hat {a}},{\hat {b}}}) y una base circular ({\displaystyle {\hat {l}},{\hat {r}}}). Se define la base circular para que {\displaystyle {\hat {l}}=({\hat {x}}+i{\hat {y}})/{\sqrt {2}}}. La siguiente figura muestra cómo los signos de los parámetros de Stokes se determinan por la helicidad y la orientación del semieje mayor de la elipse de polarización.

### Representaciones en bases fijas
En un sistema fijo de base ({\displaystyle {\hat {x}},{\hat {y}}}), los parámetros de Stokes son
{\displaystyle {\begin{matrix}I&=&|E_{x}|^{2}+|E_{y}|^{2},\\Q&=&|E_{x}|^{2}-|E_{y}|^{2},\\U&=&2{\mbox{Re}}(E_{x}E_{y}^{*}),\\V&=&2{\mbox{Im}}(E_{x}E_{y}^{*}),\\\end{matrix}}}
mientras que para {\displaystyle ({\hat {a}},{\hat {b}})}, son
{\displaystyle {\begin{matrix}I&=&|E_{a}|^{2}+|E_{b}|^{2},\\Q&=&-2{\mbox{Re}}(E_{a}^{*}E_{b}),\\U&=&|E_{a}|^{2}-|E_{b}|^{2},\\V&=&2{\mbox{Im}}(E_{a}^{*}E_{b}).\\\end{matrix}}}
y para {\displaystyle ({\hat {l}},{\hat {r}})}, son
{\displaystyle {\begin{matrix}I&=&|E_{l}|^{2}+|E_{r}|^{2},\\Q&=&2{\mbox{Re}}(E_{l}^{*}E_{r}),\\U&=&-2{\mbox{Im}}(E_{l}^{*}E_{r}),\\V&=&|E_{l}|^{2}-|E_{r}|^{2}.\\\end{matrix}}}

## Propiedades
Para radiación  coherente  puramente monocromática, se puede demostrar que
{\displaystyle {\begin{matrix}Q^{2}+U^{2}+V^{2}=I^{2},\end{matrix}}}
mientras que considerando toda radiación de haz (no coherente), se definen los parámetros de Stokes como cantidades promediadas, y la ecuación anterior se convierte en una desigualdad:
{\displaystyle {\begin{matrix}Q^{2}+U^{2}+V^{2}\leq I^{2}.\end{matrix}}}
Sin embargo, podemos definir la intensidad de una polarización total {\displaystyle I_{p}}, de modo que
{\displaystyle {\begin{matrix}Q^{2}+U^{2}+V^{2}=I_{p}^{2},\end{matrix}}}
donde {\displaystyle I_{p}/I} es la fracción de polarización total.
Definamos la intensidad compleja de polarización lineal como
{\displaystyle {\begin{matrix}L&\equiv &|L|e^{i2\theta }\\L&\equiv &Q+iU.\\\end{matrix}}}
Bajo una rotación {\displaystyle \theta \rightarrow \theta +\theta '} de la elipse de polarización, se puede demostrar que {\displaystyle I} y {\displaystyle V} son invariables, pero
{\displaystyle {\begin{matrix}L&\rightarrow &e^{i2\theta '}L,\\Q&\rightarrow &{\mbox{Re}}\left(e^{i2\theta '}L\right),\\U&\rightarrow &{\mbox{Im}}\left(e^{i2\theta '}L\right).\\\end{matrix}}}
Con estas propiedades, los parámetros de Stokes pueden ser considerados como constituyendo tres intensidades generalizadas:
{\displaystyle {\begin{matrix}I&\geq &0,\\V&\in &\mathbb {R} ,\\L&\in &\mathbb {C} ,\\\end{matrix}}}
donde {\displaystyle I} es la intensidad total, {\displaystyle |V|} es la intensidad de polarización circular, y {\displaystyle |L|} es la intensidad de polarización lineal. La intensidad total de polarización es {\displaystyle I_{p}={\sqrt {L^{2}+V^{2}}}}, la orientación y el sentido de rotación están dados por
{\displaystyle {\begin{matrix}\theta &=&{\frac {1}{2}}\arg(L),\\h&=&\operatorname {sgn}(V).\\\end{matrix}}}
Ya que {\displaystyle Q={\mbox{Re}}(L)} y {\displaystyle U={\mbox{Im}}(L)}, tenemos
{\displaystyle {\begin{matrix}|L|&=&{\sqrt {Q^{2}+U^{2}}},\\\theta &=&{\frac {1}{2}}\tan ^{-1}(U/Q).\\\end{matrix}}}

## Relación con la elipse de polarización
En términos de los parámetros de la elipse de polarización, los parámetros de Stokes son
{\displaystyle {\begin{matrix}I_{p}&=&A^{2}+B^{2},\\Q&=&(A^{2}-B^{2})\cos(2\theta ),\\U&=&(A^{2}-B^{2})\sin(2\theta ),\\V&=&2ABh.\\\end{matrix}}}
Invirtiendo la ecuación anterior da
{\displaystyle {\begin{matrix}A&=&{\sqrt {{\frac {1}{2}}(I_{p}+|L|)}}\\B&=&{\sqrt {{\frac {1}{2}}(I_{p}-|L|)}}\\\theta &=&{\frac {1}{2}}\arg(L)\\h&=&\operatorname {sgn}(V).\\\end{matrix}}}

## Enlaces
- parámetros de Stokes y polarización

- Datos: Q1192058
- Multimedia: Stokes parameters / Q1192058